# ウード・ド・ポワティエ

ウード2世が生まれた11世紀初頭のフランス

ウード・ド・ポワティエ（Eudes de Poitiers, 1012年ごろ - 1039年3月10日）、もしくはウード2世・ド・ガスコーニュ（EudesⅡ de Gascogne）、ウード・ダキテーヌ（Eudes d'Aquitaine）、名は他にオドン （Odon）、オトン（Othon）ともされる。
中世フランスのポワティエ家に生まれた貴族であり、1032年よりガスコーニュ公、1038年12月よりアキテーヌ公及びポワティエ伯であった人物。

## 生涯
ウードはアキテーヌ公ギヨーム5世と2人目の妃であったガスコーニュ公ギヨーム2世の娘でガスコーニュ公サンシュ6世の妹にあたるブリスク（またはサンシャ：Sancha／プリスカ：Prisca）の息子。母にとっては第一子であったが、父には既に前妻との間に長男のギヨームがおり、次男に当たる。
サン＝メクサン年代記およびシャバンヌのアデマールによる記録がウードの治世に関する主な資料である。
1018年以前に、両親や同母弟のティボー（後に若くして死去）と共に、サン＝シプリアン大聖堂（フランス語版）に対する寄進に名を連ねている。
1018年に母ブリスクが死去し、父ギヨーム5世はブルゴーニュ伯オット＝ギヨームの娘アニェス・ド・ブルゴーニュ（995年 - 1067年）と3度目の結婚をし、ウードにとって3人の異母弟妹にあたるピエール＝ギヨーム、ギー＝ジョフロワ、アニェスが産まれた。
1032年、ウードの外伯父に当たるガスコーニュ公サンシュ・ギヨームが死去した際、男子相続人がいなかったため甥のウードが相続人に選ばれ、ガスコーニュ公となったが、 領地の一部を統治していたサンシュ・ギヨームの孫ガスコーニュ伯ベレンガル（サンシュ＝ギヨームの娘アラウジーとアングレーム伯オードワン2世の子）の反対に遭い、ウードがガスコーニュ公領全土を統治することに問題があった。
ベレンガルは1036年までウードの摂政として統治に関わることとなった。
1033年、ウードはガスコーニュ公家の伝統的な首都であったボルドーを手に入れボルドー伯となった。
1038年12月15日、異母兄ギヨーム6世ル・グロの死後、アキテーヌ公とポワティエ伯の称号をウードが継承することになった。継母アニェスや異母弟妹達、特に長弟ピエール＝ギヨーム（後のギヨーム7世）とは、新しく手に入れた爵位を守るために直ぐに戦うことになった。ウードはガスコーニュからガティネ（アンジューとポワトゥーの国境地帯）に向かい、継母の同盟者であるギヨーム1世・ド・パルトネー（1058年没）の手によりジェルモン城で拘留された。
反乱を鎮圧するため、1039年初頭、冬にもかかわらずウードは少数の部隊を率いてガスコーニュからポワティエに移動したが、3月10日、トゥアールで暴徒とアンジュー家によって阻まれ、引き返したところでモーゼ領主ギヨーム庶子卿と対峙し、戦いが起こり、ウードは継母アニェスの再婚相手アンジュー伯ジョフロワ2世マルテルとの戦いでモーゼにおいて戦死した。ウードは、マイユゼのサン＝ピエール修道院に父ギヨーム5世と異母兄ギヨーム6世の隣に埋葬された。
ウードは子孫を残さなかったため、アキテーヌ公位とポワティエ伯位は異母弟ピエール＝ギヨーム（後のギヨーム7世）に、ガスコーニュ公位とボルドー伯位は甥ベルナール2世トゥマパレル（フランス語版）（ウードの実姉アドレーの子）に継承された。